# NGC 1410
NGC 1410 је елиптична галаксија у сазвежђу Бик која се налази на NGC листи објеката дубоког неба.
Деклинација објекта је - 1° 17' 55" а ректасцензија 3h 41m 10,8s. Привидна величина (магнитуда) објекта NGC 1410 износи 14,0 а фотографска магнитуда 15,0. NGC 1410 је још познат и под ознакама UGC 2821, MCG 0-10-12, CGCG 391-28, KCPG 93B, VV 729, 3ZW 55, PGC 13556.